# Donský sphynx
Donský sphynx je ušlechtilé bezsrsté plemeno kočky. Toto plemeno vzniklo přírodní mutací a následným šlechtěním. Dnes je bezsrstá kočka donský sphynx plně uznána i ve FIFe. V jiných organizacích sdružujících chovatele ušlechtilých koček toto plemeno bylo uznáno již dříve. Řadí se do kategorie krátkosrstých koček.

## Charakteristika
Je vysoce inteligentní, přítulná, společenská kočka, která vyhledává a doslova potřebuje lidskou společnost. Je přiměřeně aktivní, velmi tichá a učenlivá. Její největší devizou je právě její bezsrstost, takže odpadá denní péče o srst. Kočku je třeba koupat jednou až dvakrát za týden v letních měsících, v zimě stačí jednou za týden. Někdy stačí kočku otřít navlhčeným hygienickým hadříkem. Na kůži stačí obyčejný dětský šampon. Občas je třeba kočce očistit oči a uši a to proto že nemají chlupy v uších (dle standardu nemají být), nemají ani řasy. Proto je vhodné tuto kočku držet v méně prašném prostředí.
Každá kočka má ráda teplo a donský sphynx není výjimkou. Je to čistě pokojová kočka a v zimních měsících by asi venku nepřežila. Běžně vytápěné byty donským sphynxům vyhovují. Nedoporučuje se aby tyto kočky chodili příliš dlouho na přímé slunce. Je to z důvodu jejich možného spálení a následných skvrnách na kůži (rakovina kůže). Koťata se rodí bezsrstá nebo mírně osrstěná (hlavně na koncových částech těla), ale u bezsrsté varianty tato srst brzy vypadává. Oproti osrstěným kočkám se koťata téměř vždy dokrmují speciálním mlékem určeným pro kočky (na trhu je jich více druhů). Jsou povoleny všechny barevné varianty a také je povoleno vzájemné křížení jedinců s různými barvami. Co se týká bezsrstosti, rozlišují se tři varianty: bezsrstá, brush a flock. Brush a flock jsou různé stupně osrstění odlišující se délkou a pokrytou srstí. Standard plemene podle FIFe upřednostňuje úplnou bezsrstost, ale připouští brush a flock.